# 中川留雄
中川 留雄（なかがわ とめお、1897年（明治30年）6月7日 - 1956年（昭和31年）12月19日）は、大日本帝国陸軍軍人。最終階級は陸軍少将。旧姓は松永。

## 経歴
1897年（明治30年）に広島県で生まれた。陸軍士官学校第31期、陸軍大学校第39期、東京帝国大学政治学科卒業。1938年（昭和13年）7月に陸軍省人事局補任課高級課員に就任し、1939年（昭和14年）8月1日に陸軍歩兵大佐進級と同時に教育総監部庶務課長に着任し、12月1日には参謀本部庶務課長に転じた。1940年（昭和15年）5月に広島陸軍幼年学校長に就任し、1941年（昭和16年）4月に企画院調査官、1942年（昭和17年）1月に陸軍予科士官学校幹事を歴任した。
1943年（昭和18年）8月2日に陸軍少将進級と同時に陸軍士官学校幹事兼教授部長に着任し、1944年（昭和19年）10月26日に駐蒙軍参謀長兼駐蒙軍情報部長に就任した。